# Markgråfågel
Markgråfågel (Coracina maxima) är en fågel i familjen gråfåglar inom ordningen tättingar.

## Utseende och läte
Markgråfågeln är en stor, slank och elegant fågel med lång stjärt. Den är grå på ovansida och bröst, svart på vingarna och svagt tvärbandad på buken. Ögat är ljust. Ungfågeln är fint tvärbandad även på ovansida. Bland lätena hörs genomträngande visslingar och tjattrande ljud.

## Utbredning och systematik
Fågeln förekommer i Australiens inland. Den behandlas som monotypisk, det vill säga att den inte delas in i några underarter.

## Levnadssätt
Markgråfågeln hittas i öppna och torra eller halvtorra områden. Olikt andra gråfåglar ses den promenera omkring på marken, ofta i smågrupper, men kan även ses sitta högt uppe i döda träd.

## Status och hot
Arten har ett stort utbredningsområde, men tros minska i antal, dock inte tillräckligt kraftigt för att den ska betraktas som hotad. Internationella naturvårdsunionen IUCN listar arten som livskraftig (LC).

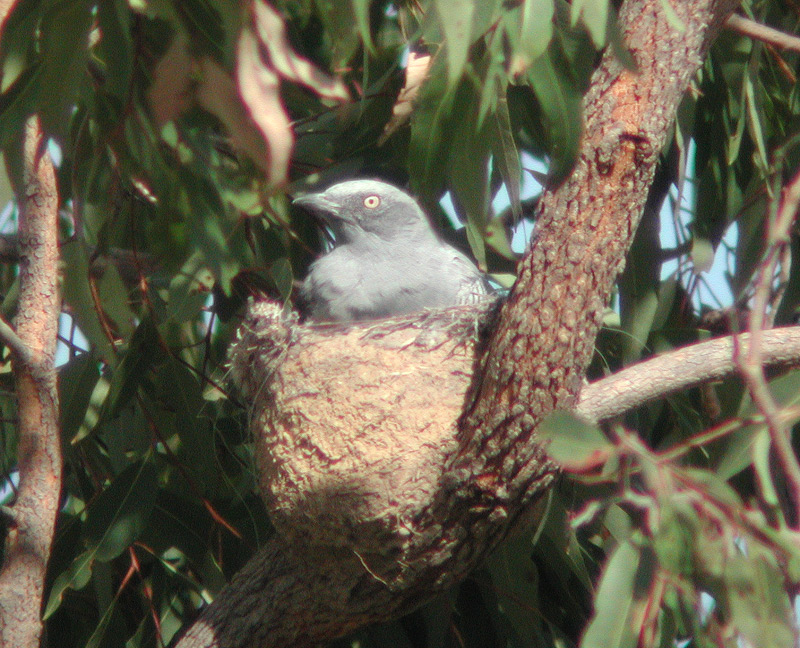